# Coings
Pour les articles ayant des titres homophones, voir Coing, Coingt et Coin.
Coings est une commune française située dans le département de l'Indre, en région Centre-Val de Loire.

## Géographie

### Localisation
La commune est située dans le centre du département, dans la région naturelle de la Champagne berrichonne.
Les communes limitrophes sont : Montierchaume (5 km), Déols (6 km), Vineuil (6 km), Brion (8 km) et La Champenoise (9 km).
Les communes chefs-lieux et préfectorales sont : Châteauroux (8 km), Levroux (13 km), Issoudun (22 km), La Châtre (40 km) et Le Blanc (57 km).

### Hameaux et lieux-dits
Les hameaux et lieux-dits de la commune sont : Notz, Céré et les Ombelles.

### Géologie et hydrographie
La commune est classée en zone de sismicité 2, correspondant à une sismicité faible.
Le territoire communal est arrosé par la rivière Ringoire et les ruisseaux : Angolin, Les Fontaines et La Fosse Noire.

### Climat
Pour des articles plus généraux, voir Climat du Centre-Val de Loire et Climat de l'Indre.
En 2010, le climat de la commune est de type climat océanique dégradé des plaines du Centre et du Nord, selon une étude du CNRS s'appuyant sur une série de données couvrant la période 1971-2000. En 2020, Météo-France publie une typologie des climats de la France métropolitaine dans laquelle la commune est exposée à un climat océanique altéré et est dans la région climatique Centre et contreforts nord du Massif Central, caractérisée par un air sec en été et un bon ensoleillement.
Pour la période 1971-2000, la température annuelle moyenne est de 11,2 °C, avec une amplitude thermique annuelle de 15,1 °C. Le cumul annuel moyen de précipitations est de 765 mm, avec 11,7 jours de précipitations en janvier et 7 jours en juillet. Pour la période 1991-2020, la température moyenne annuelle observée sur la station météorologique de Météo-France la plus proche, « Châteauroux Déols », sur la commune de Déols à 6 km à vol d'oiseau, est de 12,1 °C et le cumul annuel moyen de précipitations est de 728,6 mm,. Pour l'avenir, les paramètres climatiques de la commune estimés pour 2050 selon différents scénarios d'émission de gaz à effet de serre sont consultables sur un site dédié publié par Météo-France en novembre 2022.

### Voies de communication et transports
L'autoroute A20 (l’Occitane) passe par le territoire communal ainsi que les routes départementales : 8B, 77A, 80, 80A, 80C et 920.
La gare ferroviaire la plus proche est la gare de Châteauroux, à 9 km.
Coings est desservie au lieu-dit Céré, par la ligne 5 du réseau de bus Horizon.
Sur le territoire de la commune est implantée partie de l’Aéroport de Châteauroux-Centre.

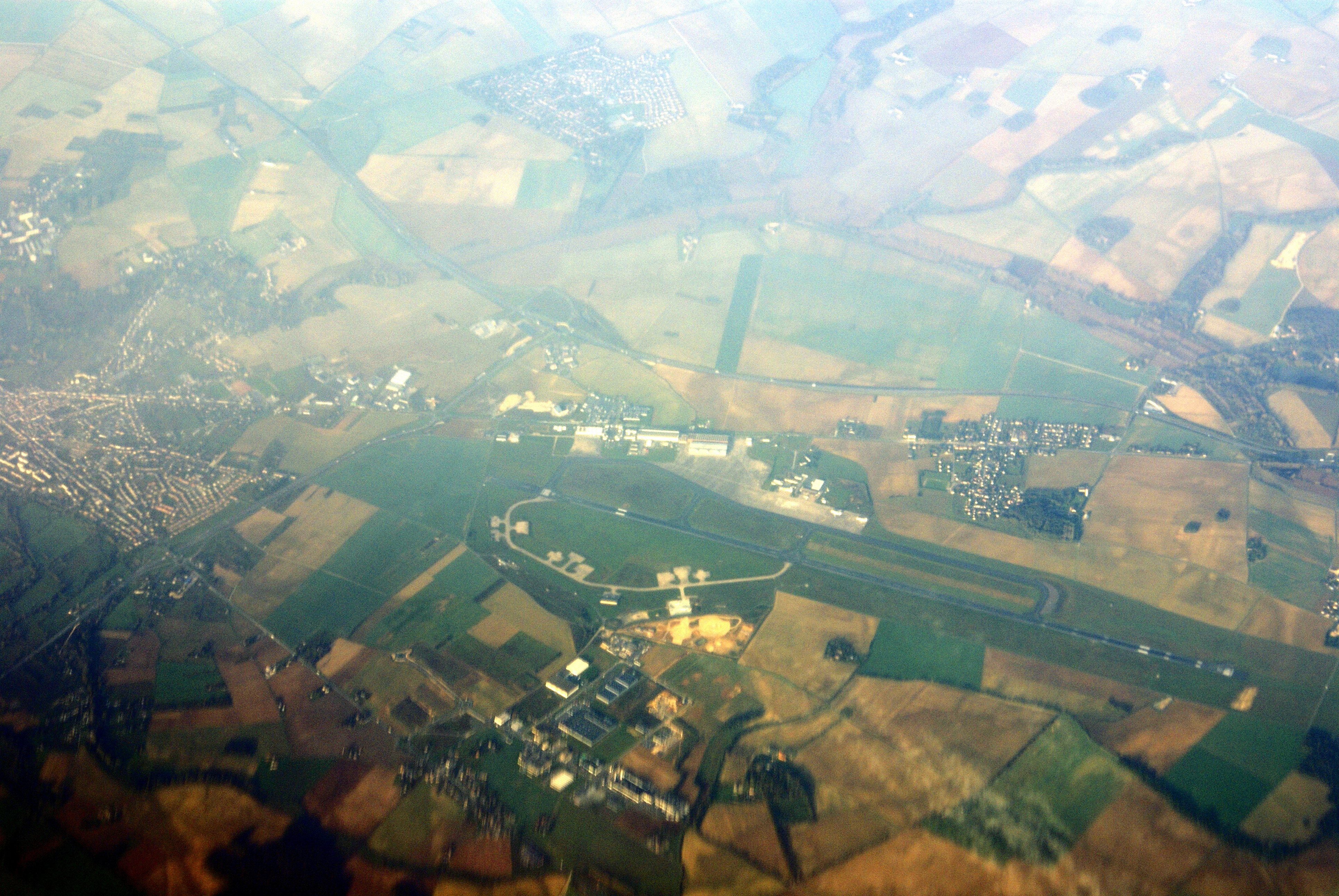
Vue aérienne de l'aéroport en 2012.
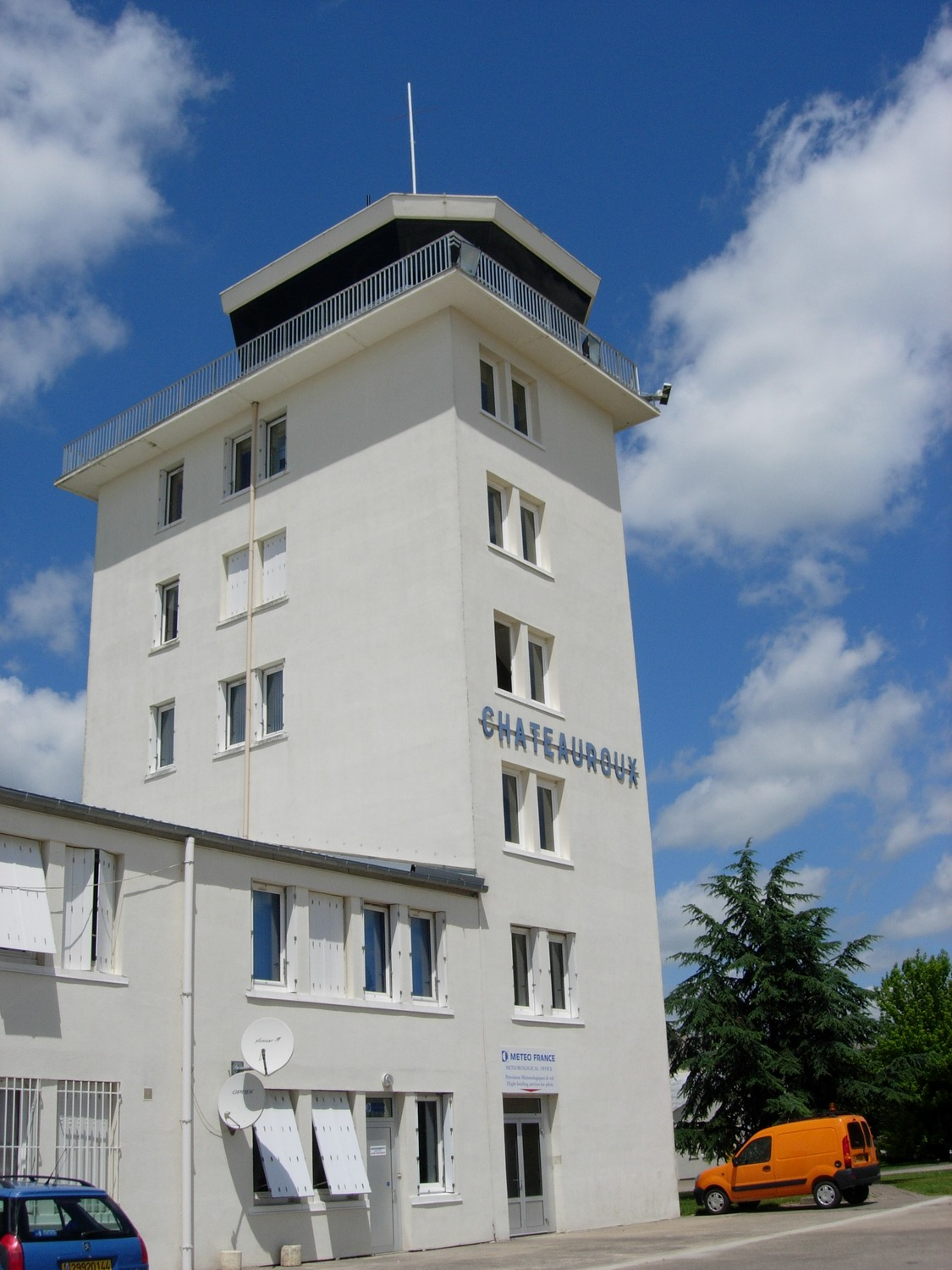
La tour de contrôle de l'aéroport en 2005.

## Urbanisme

### Typologie
Au 1er janvier 2024, Coings est catégorisée commune rurale à habitat dispersé, selon la nouvelle grille communale de densité à sept niveaux définie par l'Insee en 2022.
Elle est située hors unité urbaine. Par ailleurs la commune fait partie de l'aire d'attraction de Châteauroux, dont elle est une commune de la couronne,. Cette aire, qui regroupe 71 communes, est catégorisée dans les aires de 50 000 à moins de 200 000 habitants,.

### Occupation des sols
L'occupation des sols de la commune, telle qu'elle ressort de la base de données européenne d’occupation biophysique des sols Corine Land Cover (CLC), est marquée par l'importance des territoires agricoles (83,9 % en 2018), en diminution par rapport à 1990 (87,6 %). La répartition détaillée en 2018 est la suivante : 
terres arables (76,3 %), zones industrielles ou commerciales et réseaux de communication (10,8 %), prairies (5,2 %), forêts (3,4 %), zones agricoles hétérogènes (2,3 %), zones urbanisées (1,9 %). L'évolution de l’occupation des sols de la commune et de ses infrastructures peut être observée sur les différentes représentations cartographiques du territoire : la carte de Cassini (XVIIIe siècle), la carte d'état-major (1820-1866) et les cartes ou photos aériennes de l'IGN pour la période actuelle (1950 à aujourd'hui).

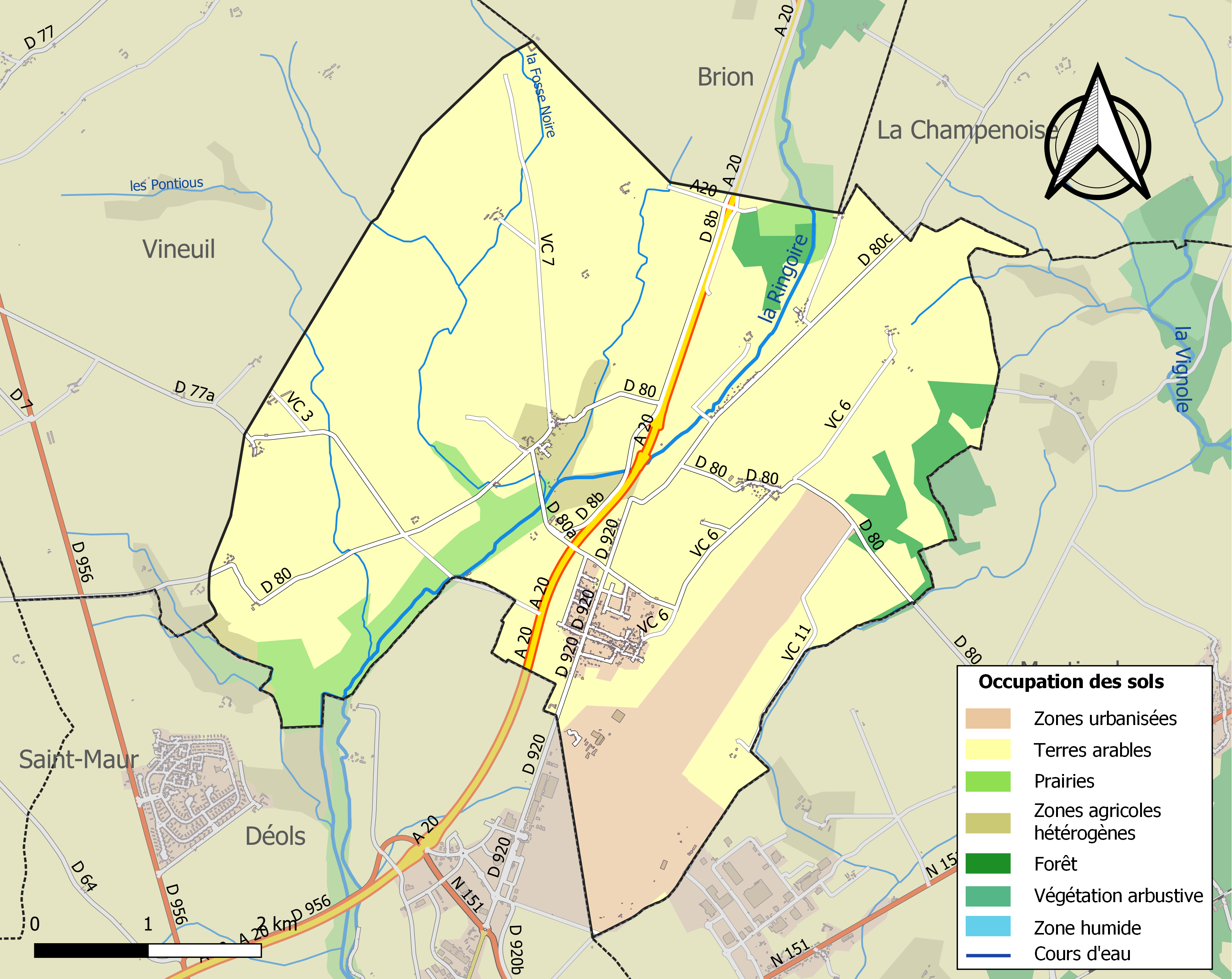
Carte des infrastructures et de l'occupation des sols de la commune en 2018 (CLC).

### Logement
Le tableau ci-dessous présente le détail du secteur des logements de la commune :
| Date du relevé                                              | 2013   | 2015   |
| Nombre total de logements                                   | 358    | 380    |
| Résidences principales                                      | 90,7 % | 91,8 % |
| Résidences secondaires                                      | 2 %    | 2,1 %  |
| Logements vacants                                           | 7,3 %  | 6,1 %  |
| Part des ménages propriétaires de leur résidence principale | 88,4 % | 88,5 % |

### Risques majeurs
Le territoire de la commune de Coings est vulnérable à différents aléas naturels : météorologiques (tempête, orage, neige, grand froid, canicule ou sécheresse), mouvements de terrains et séisme (sismicité faible). Il est également exposé à un risque technologique, le transport de matières dangereuses. Un site publié par le BRGM permet d'évaluer simplement et rapidement les risques d'un bien localisé soit par son adresse soit par le numéro de sa parcelle.

#### Risques naturels

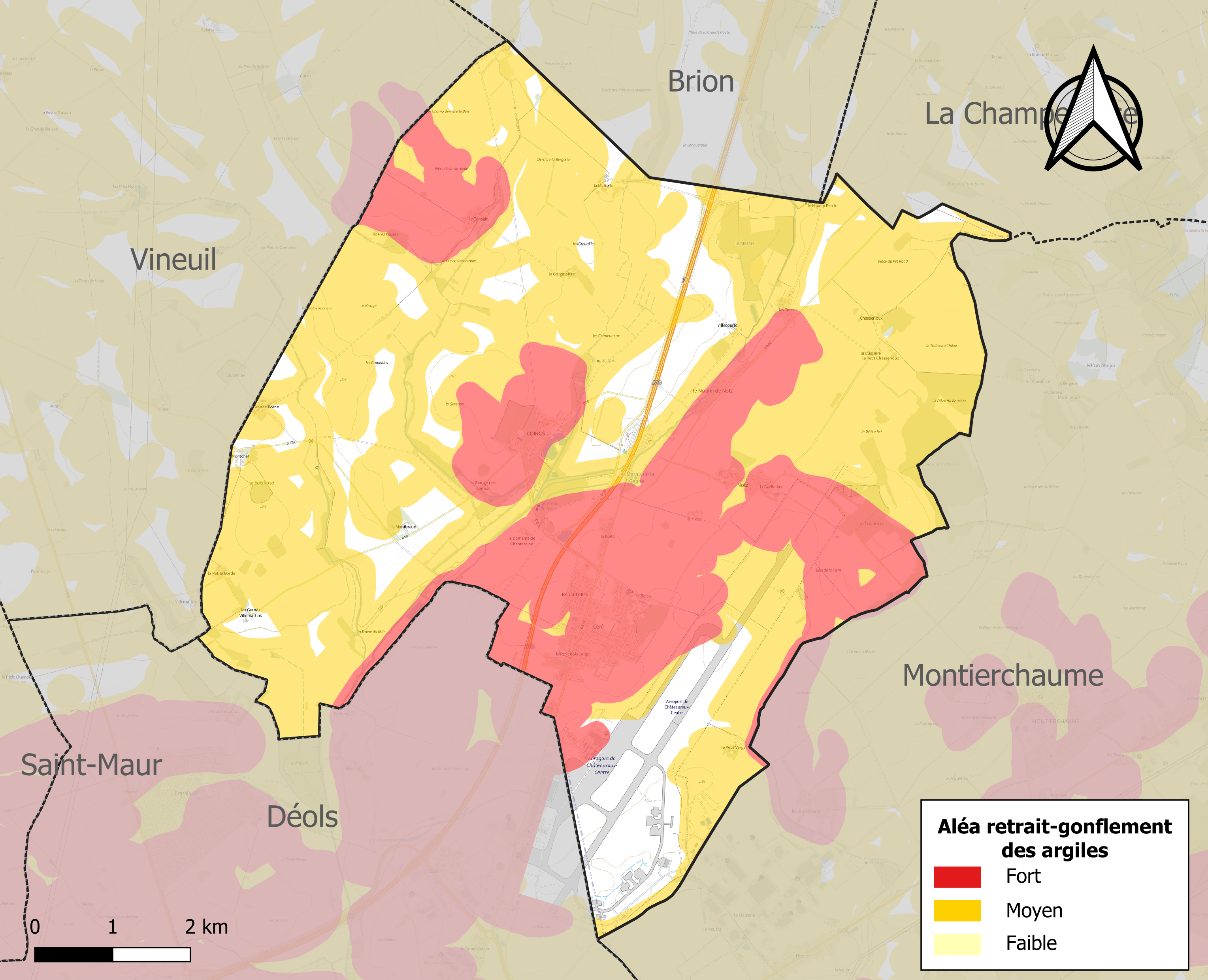
Carte des zones d'aléa retrait-gonflement des sols argileux de Coings.

Les mouvements de terrains susceptibles de se produire sur la commune sont des tassements différentiels.
Le retrait-gonflement des sols argileux est susceptible d'engendrer des dommages importants aux bâtiments en cas d’alternance de périodes de sécheresse et de pluie. 85,6 % de la superficie communale est en aléa moyen ou fort (84,7 % au niveau départemental et 48,5 % au niveau national). Sur les 399 bâtiments dénombrés sur la commune en 2019, 390 sont en aléa moyen ou fort, soit 98 %, à comparer aux 86 % au niveau départemental et 54 % au niveau national. Une cartographie de l'exposition du territoire national au retrait gonflement des sols argileux est disponible sur le site du BRGM,.
Concernant les mouvements de terrains, la commune a été reconnue en état de catastrophe naturelle au titre des dommages causés par la sécheresse en 1992 et 2018 et par des mouvements de terrain en 1999.

#### Risques technologiques
Le risque de transport de matières dangereuses sur la commune est lié à sa traversée par des infrastructures routières ou ferroviaires importantes ou la présence d'une canalisation de transport d'hydrocarbures. Un accident se produisant sur de telles infrastructures est en effet susceptible d’avoir des effets graves au bâti ou aux personnes jusqu’à 350 m, selon la nature du matériau transporté. Des dispositions d’urbanisme peuvent être préconisées en conséquence.

## Toponymie
Le nom est attesté sous les formes Coins en 1218 et 1327, Cogniis en 1648.
Il dérive de l'oïl coing, « coin, angle », et désignerait la configuration primitive du village, établi à l’angle ou au croisement de voies ou de limites naturelles.
Ses habitants sont appelés les Cogniciens.

## Politique et administration
La commune dépend de l'arrondissement de Châteauroux, du canton de Levroux, de la deuxième circonscription de l'Indre et de Châteauroux Métropole.
| Période    | Période  | Identité              | Étiquette | Qualité  |
| ---------- | -------- | --------------------- | --------- | -------- |
| mars 1977, | 2020     | Jean-Pierre Marcillac | UMP-LR    | Retraité |
| 2020       | En cours | Jean Tortosa          |           |          |

## Population et société

### Démographie
L'évolution du nombre d'habitants est connue à travers les recensements de la population effectués dans la commune depuis 1793. Pour les communes de moins de 10 000 habitants, une enquête de recensement portant sur toute la population est réalisée tous les cinq ans, les populations de référence des années intermédiaires étant quant à elles estimées par interpolation ou extrapolation. Pour la commune, le premier recensement exhaustif entrant dans le cadre du nouveau dispositif a été réalisé en 2007.

En 2022, la commune comptait 903 habitants, en évolution de +6,11 % par rapport à 2016 (Indre : −3 %, France hors Mayotte : +2,11 %).
| 1793 | 1800 | 1806 | 1821 | 1831 | 1836 | 1841 | 1846 | 1851 |
| ---- | ---- | ---- | ---- | ---- | ---- | ---- | ---- | ---- |
| 248  | 154  | 195  | 591  | 627  | 638  | 646  | 672  | 676  |

| 1856 | 1861 | 1866 | 1872 | 1876 | 1881 | 1886 | 1891 | 1896 |
| ---- | ---- | ---- | ---- | ---- | ---- | ---- | ---- | ---- |
| 686  | 624  | 643  | 610  | 612  | 612  | 625  | 614  | 591  |

| 1901 | 1906 | 1911 | 1921 | 1926 | 1931 | 1936 | 1946 | 1954 |
| ---- | ---- | ---- | ---- | ---- | ---- | ---- | ---- | ---- |
| 596  | 609  | 619  | 563  | 593  | 537  | 521  | 515  | 528  |

| 1962 | 1968 | 1975 | 1982 | 1990 | 1999 | 2006 | 2007 | 2012 |
| ---- | ---- | ---- | ---- | ---- | ---- | ---- | ---- | ---- |
| 489  | 446  | 479  | 762  | 821  | 815  | 859  | 865  | 813  |

| 2017 | 2022 | - | - | - | - | - | - | - |
| ---- | ---- | - | - | - | - | - | - | - |
| 880  | 903  | - | - | - | - | - | - | - |

### Enseignement
La commune dépend de la circonscription académique d'Issoudun.

### Médias
La commune est couverte par les médias suivants : La Nouvelle République du Centre-Ouest, Le Berry républicain, L'Écho - La Marseillaise, La Bouinotte, Le Petit Berrichon, France 3 Centre-Val de Loire, Berry Issoudun Première, Vibration, Forum, France Bleu Berry et RCF en Berry.

## Économie
La commune se situe dans l’aire urbaine de Châteauroux, dans la zone d’emploi de Châteauroux et dans le bassin de vie de Châteauroux.
La commune se trouve dans l'aire géographique et dans la zone de production du lait, de fabrication et d'affinage du fromage Valençay.
La culture de la lentille verte du Berry est présente dans la commune.

## Culture locale et patrimoine
- C'est peut-être sur le territoire de l'actuelle commune de Coings qu'eut lieu la bataille de Déols, qui opposa en 469 les Wisigoths à une armée de Bretons.
- La fontaine Saint-Paul, sur l'ancien ruisselet des Fontaines, passait pour avoir jadis des vertus curatives[39].
- L'église Saint-Pierre-et-Saint-Paul actuelle a remplacé au XIXe siècle un édifice roman antérieur. Elle a été construite par l'architecte Laurent Audebert dans les années 1819-1823, puis agrandie  de deux chapelles et d'une abside par Alfred Dauvergne après 1863. Celle-ci est percée de trois baies ornées de beaux vitraux des ateliers du maître-verrier grenoblois Louis Balmet. À l'intérieur encore, au revers de la tribune supportant le clocher, une peinture murale représentant le supplice des saints Pierre et Paul est l'œuvre, exécutée en 1902, de l'ancien curé Abel Paquier (1869-1953)[40].
- Au centre de la place centrale du village a subsisté pendant longtemps un orme de Sully, très admiré et reproduit sur de nombreuses cartes postales anciennes ; victime de son âge et des tempêtes, il a été abattu en 1964.
- Le château de Coings est une maison de maître du XIXe siècle que des constructions plus anciennes ont précédée sur ce site. On y voit toujours un pigeonnier du XVe siècle avec ses trous de boulin ; elle est entourée de jardins remarquables aux arbres appartenant à des essences variées (un magnifique cèdre a été malheureusement renversé en 2010 par la tempête Xynthia.
- Sur la même commune de Coings le château de Notz a été construit au XIXe siècle par un notable de Châteauroux et possède une architecture originale[41].
- Le monument aux morts, inaugurée en 1922, est une simple stèle pyramidale qui porte 26 noms.